# Ulza-Stausee
Der Ulza-Stausee (albanisch Liqeni i Ulzës) ist ein Stausee in Albanien. Der Damm staut den Mat, den sechstlängsten Fluss des Landes, auf einer Meereshöhe von 129 Metern und befindet sich beim Ort Ulza. Der Stausee liegt vollständig in der Gemeinde Mat (Qark Dibra) im Norden der Landschaft Mat am Ostrand des Skanderbeggebirges, das sich zwischen der Region und der Küste erhebt. Die Stadt Burrel liegt rund sechs Kilometer südlich des Südostendes des Sees, wo der Fluss Mat in den See mündet.

## Geographie

### Lage

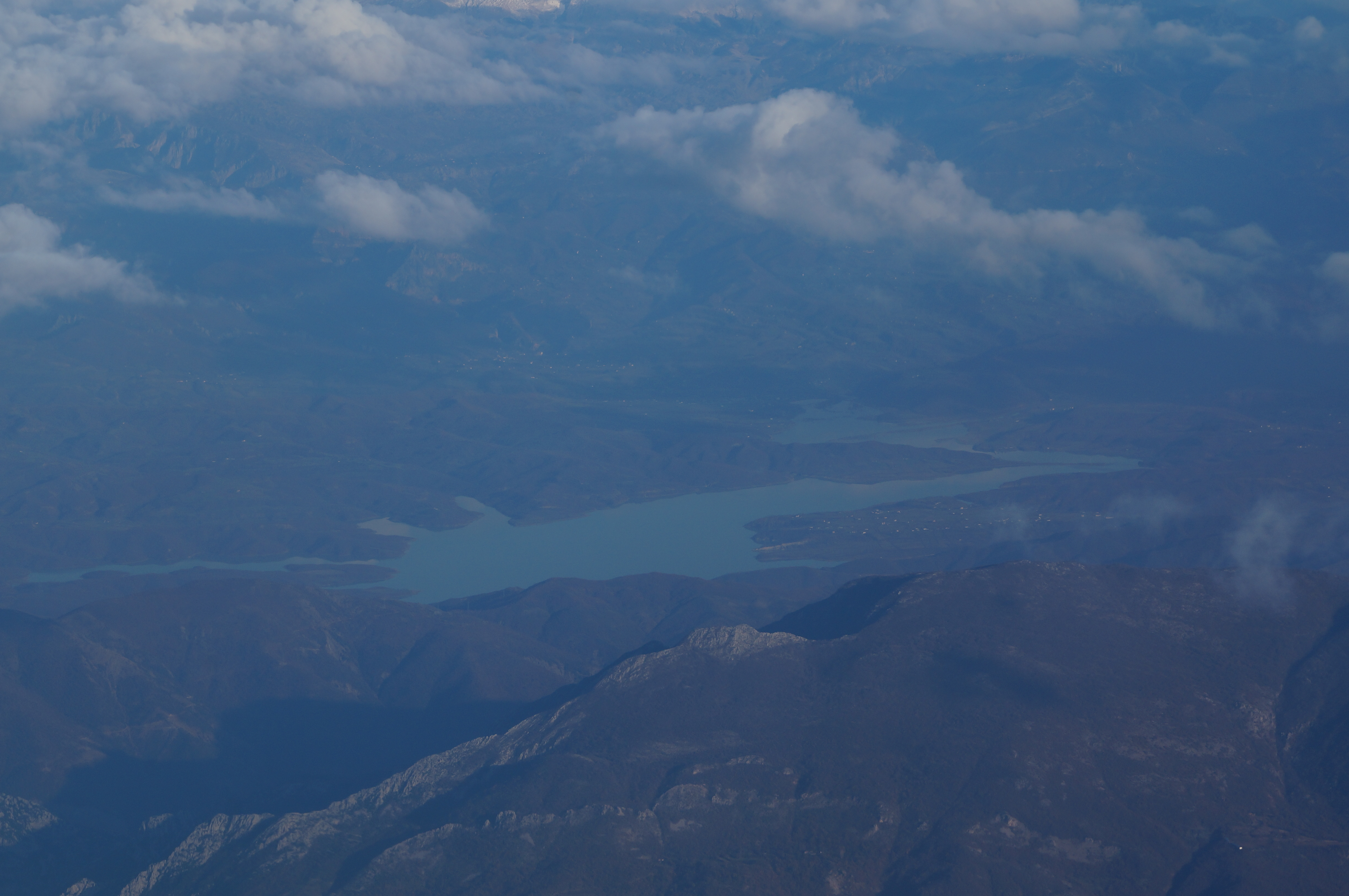
Luftaufnahme der Region von Nordwesten

Der See liegt im nördlichen Bereich des weiten Mat-Beckens. Er bedeckt bei einer maximalen Tiefe von 54 Metern eine Fläche von 13,5 Quadratkilometern. Im Westen erhebt sich das Küstengebirge; an der Stelle, wo der Mat ins Gebirge eintritt, wurde die Staumauer errichtet. Im Norden geht die Landschaft ins Hügelland der Mirdita über, im Osten beginnen die Ausläufer des Zentralgebirges. In der hügeligen Umgebung erstreckt sich der See in mehreren langen Armen tief ins Umland. Das Stauziel des Sees liegt auf rund 129 m ü. A. Mündung und Staudamm liegen rund 6,5 Kilometer Luftlinie voneinander entfernt. Im Mittelteil befindet sich eine mit Steg überbrückte Engstelle, wo der See keine 200 Meter breit ist und sich auch noch eine kleine Insel findet. Auf dem Inselchen steht der Masten einer Hochspannungsleitung.
Ende der 1980er Jahre wurde an einer Eisenbahnlinie der Hekurudha Shqiptare von Rrëshen nach Klos gebaut. Die Strecke querte den See im zentralen Bereich; von der rund 400 Meter langen, nie vollendeten Brücke sind noch heute einzelne Pfeiler zu sehen. Eine etwa 200 Meter lange Straßenbrücke wurde vor wenigen Jahren am Ostufer über einen der Arme des Sees gebaut, wodurch eine direkte Straßenverbindung von Rrëshen nach Burrel entstand. Das dortige am Nordostufer gelegene Dorf Uraka ist neben Ulza an der Staumauer die einzige Siedlung direkt am Ufer.

### Regionaler Naturpark
Der westliche Teil des Sees und Bergland im Westen inklusive des ganzen Shkopet-Sees bilden den Regionalen Naturpark Ulza-See. Dieser ist 42,06 Quadratkilometer groß.

## Staudamm und Kraftwerk
Das Ulza-Kraftwerk war das erste große Wasserkraftwerk, das in Albanien erstellt worden ist.
Die Gewichtsstaumauer von Ulza ist 60 Meter hoch und 260 Meter lang. Sie wurde zwischen zwei 225 m ü. A. respektive 257 m ü. A. Meter hohen Hügel errichtet, die den Eingang zu einem bald von deutlich höheren Bergen umgebenen engen Tal markieren. Das Kraftwerk, erbaut mit sowjetischer Hilfe, wurde 1957 in Betrieb genommen, sechs Jahre vor dem Shkopet-Kraftwerk rund zehn Kilometer flussabwärts. Der ursprüngliche Name lautete Hidrocentrali Karl Marks – die Anlage war also nach Karl Marx benannt.
Das Wasserkraftwerk besitzt vier Francis-Turbinen mit einer totalen Leistung von 25,2 Megawatt.
Am 9. Januar 2013 erklärte das Wirtschaftsministerium die türkische Kürüm Holding zur Gewinnerin der Ausschreibung, die seit Dezember 2012 lief. Das Unternehmen kaufte die vier Wasserkraftwerke von Shkopet, Ulza, Bistrica 1 und Bistrica 2 zu einem Wert von 109,5 Millionen Euro.
Im Rahmen eines Monitorings der fünf großen Staumauern in Nordalbanien in den Jahren 2011–2014, finanziert durch die Schweiz, wurde eine erhebliche Deformation der über 50 Jahre alten Staumauer festgestellt.